# Pholcus kapuri
Pholcus kapuri är en spindelart som beskrevs av Benoy Krishna Tikader 1977. Pholcus kapuri ingår i släktet Pholcus och familjen dallerspindlar.
Artens utbredningsområde är Andamanerna. Inga underarter finns listade i Catalogue of Life.